# Кучанов, Сергей Иванович
Сергей Иванович Кучанов (7 октября 1911 — ?) — советский архитектор. Лауреат Государственной премии РСФСР в области архитектуры (1969).

## Биография
Сергей Кучанов родился 7 октября 1911 года. В 1936 году поступил на архитектурный факультет Ленинградской академии художеств. Во время блокады Ленинграда продолжил учёбу, и в 1943 году окончил академию, получив звание архитектора-художника. Его дипломный проект «Музей Красной Армии в Москве» был оценён на «отлично». Наставниками С. И. Кучанова были архитекторы Н. А. Троцкий, И. И. Фомин, а позднее — Л. М. Поляков и В. Г. Гельфрейх.
После окончания академии С. И. Кучанов переехал в Москву, где бы направлен в Государственные архитектурные мастерские. Занимался работами по восстановлению разрушенных войной населённых пунктов. Работал над созданием типовых проектов жилых домов, школ, детских садов, ремесленных училищ. В 1946 году вступил в Союз архитекторов СССР.
Позднее работал в «Гипрогоре», где принимал участие в проектировании здания МИД, станции метро «Проспект Мира», комплекса новой кремлёвской больницы, главного павильона ВДНХ и других сооружений. Ряд проектов выполнил самостоятельно, среди которых индивидуальный жилой дом на 340 квартир, детский санаторий и интерьеры научного зала библиотеки имени Ленина.
В конце 1940-х — начале 1950-х годов перешёл на работу в Моспроект-1, где принимал участие в проектировании жилых районов Фили-Мазилово, Кунцево, Новогиреево, Вешняки-Владычино. В этих районах по проектам С. И. Кучанова строились жилые дома, школы, больницы, детские учреждения, объекты обслуживания.
Принимал активное участие в архитектурных конкурсах. Премиями были отмечены конкурсные проекты Дворца Советов в Москве, павильона на Всемирной выставке в Брюсселе, пантеона на Юго-Западе, перекрытий над стадионом «Динамо», памятника Л. Н. Толстому и памятника М. Ю. Лермонтову в Москве. В городе Туймазы по проекту архитектора С. И. Кучанова и скульптора Н. Б. Никогосяна был установлен памятник Ленину.
С. И. Кучанов входил в состав авторских коллективов, спроектировавших здание музея-панорамы «Бородинская битва» и комплекса зданий Московского академического хореографического училища.
Занимался общественной работой в Союзе архитекторов СССР. Состоял в бюро секции Союза архитекторов Моспроекта-1.

## Награды и премии
- Государственная премия РСФСР в области архитектуры (1969)[1] — за архитектуру комплекса зданий Московского академического хореографического училища